# 류지영 (가수)
류지영(1971년 8월 15일 ~ )은 대한민국의 가수이다.

## 학력
- 총신대학교 관광일어과졸업

## 음반
- 2014년 엄마의 강

## 수상
- 2007년 고양시민가요제 대상수상